# Шлюпи типу «Ігрет»
Шлюпи типу «Ігрет» (англ. Egret class sloop) — клас військових кораблів з 3 шлюпів, що випускалися британськими суднобудівельними компаніями з 1938 по 1939 роки. Шлюпи цього типу перебували на озброєнні ескортних сил Королівського військово-морського флоту Великої Британії і активно діяли в ході бойових дій Другої світової війни.

## Шлюпи типу «Ігрет»
Позначення
| № | Корабель  | Виготовлювач                           | Номер вимпелу | На честь | Закладено       | Спущено         | У строю           | Статус                                                                                                   |
| - | --------- | -------------------------------------- | ------------- | -------- | --------------- | --------------- | ----------------- | --- |
| 1 | «Окленд»  | William Denny and Brothers, Дамбартон  | L61           | Окленд   | 16 червня 1937  | 30 червня 1938  | 16 листопада 1938 | 24 червня 1941 року потоплений пікіруючими бомбардувальниками Ju 87 поблизу Тобрука                      |
| 2 | «Пелікан» | John I. Thornycroft & Company, Вулстон | L86           | Пелікан  | 7 вересня 1937  | 12 вересня 1938 | 2 березня 1939    | 1958 році розібраний на брухт                                                                            |
| 3 | «Ігрет»   | J. Samuel White, Коуз                  | L75           | Ігрет    | 21 вересня 1937 | 31 травня 1938  | 10 листопада 1938 | 27 серпня 1943 року потоплений німецькими бомбардувальниками Do 217 II./KG 100 крилатими ракетами Hs 293 |